# Hine-raumati
Hine-raumati est la dame de l'été dans la mythologie māori. Elle est une des deux épouses de Tama-nui-to-ra, le dieu soleil.  

## Famille
Hine-raumati est mariée avec Tama-nui-to-ra dont elle est une des deux épouses avec Hine-takurua, la dame de l'hiver.
Elle a eu avec son époux un fils nommé Tane-rore, l'inventeur de la danse haka.